# MSC Daniela
Az MSC Daniela a világ egyik legnagyobb konténerszállító hajója. A panamai zászló alatt működő hajót a Mediterranean Shipping Company üzemelteti.

## Képek

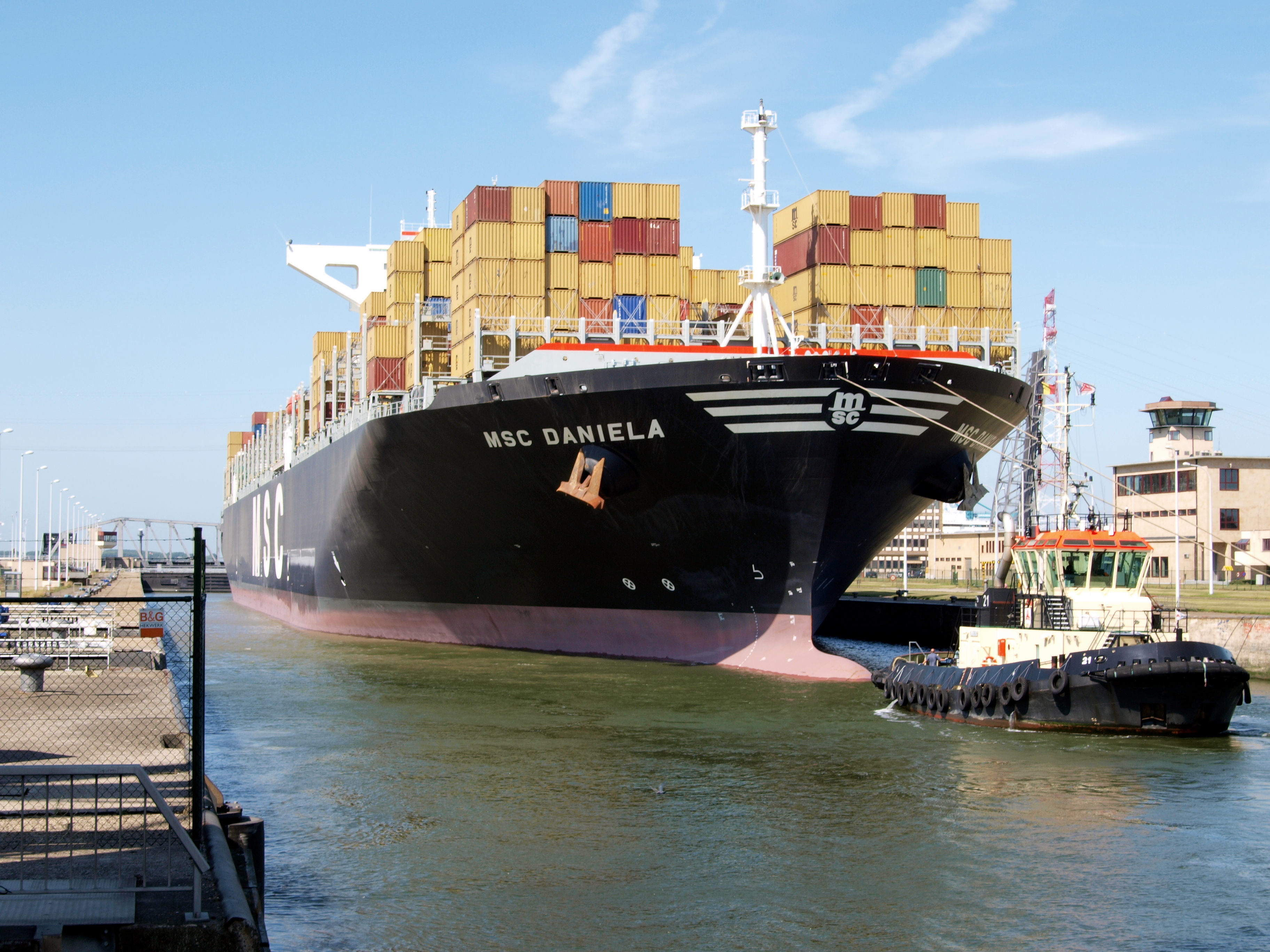
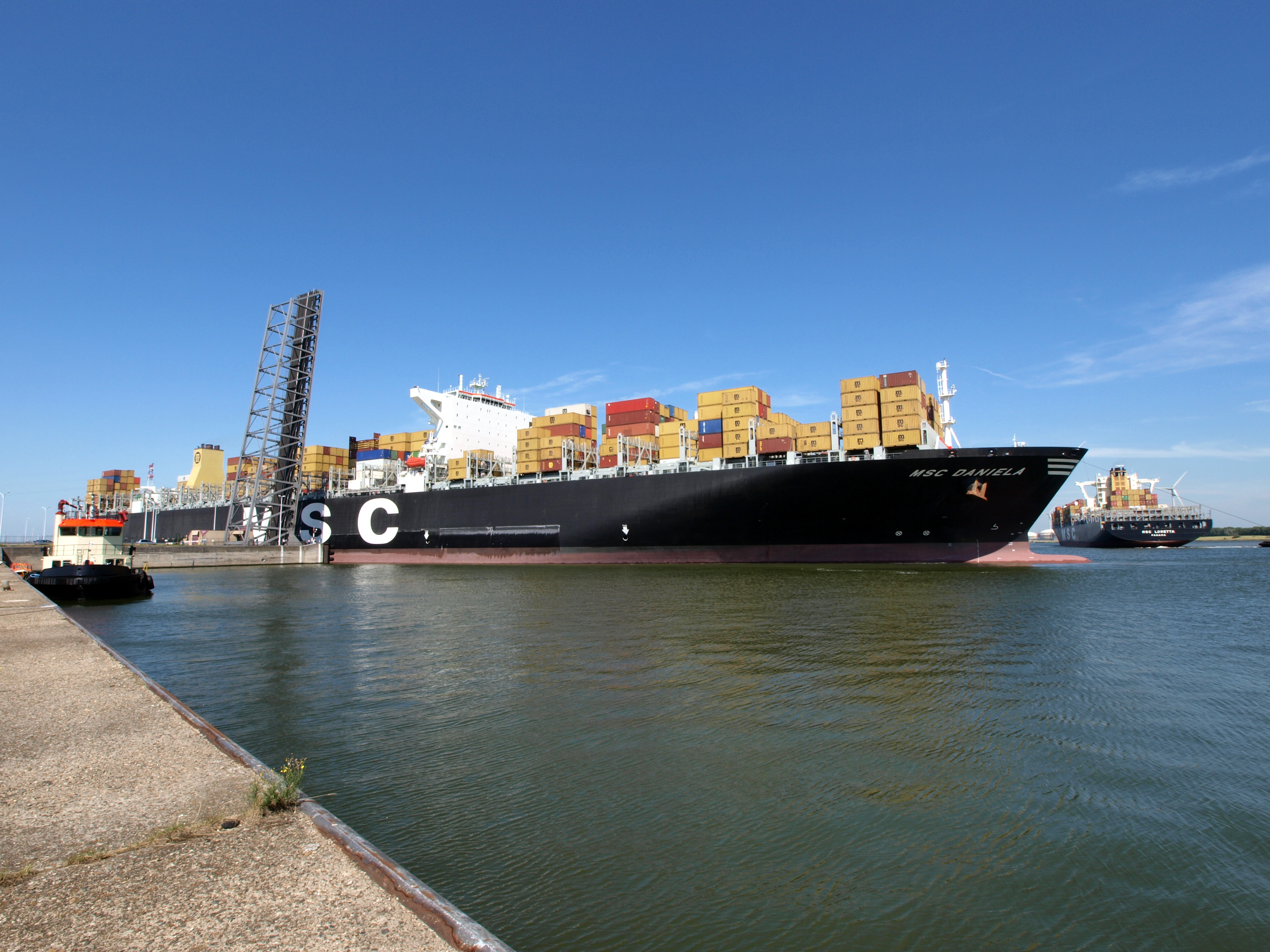
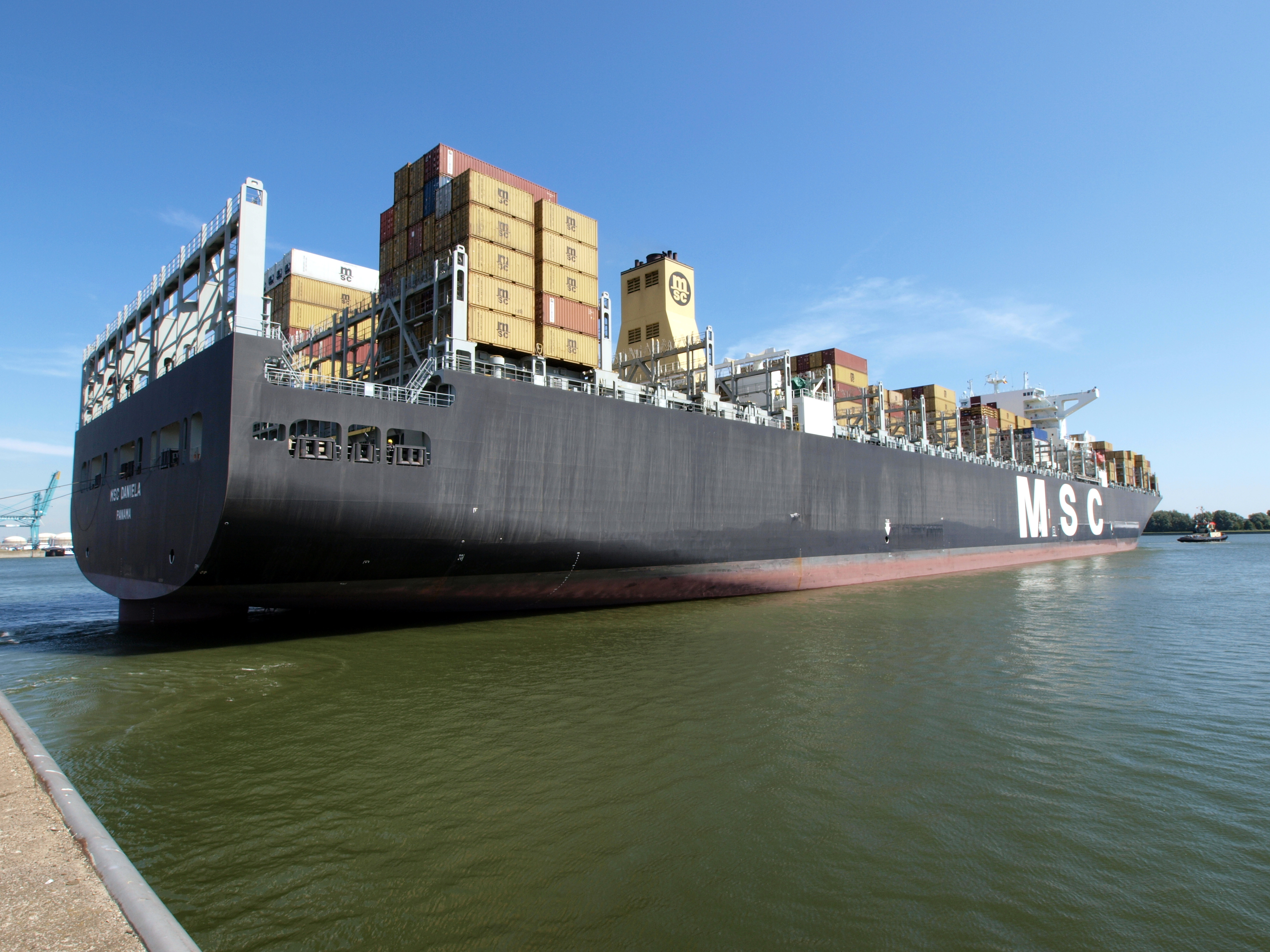

## Története
Építését 2006 júliusában rendelték el, a munkálatokat a Samsung Heavy Industries végezte a dél-koreai Kodzse kikötőjében. Miután 2008-ban leszállították a megrendelőnek, 2009 januárjában ünnepélyesen felavatták. Első útja során Ázsiából Európába hajózott 13 800 TEU konténerrel megrakodva.
2017 áprilisában, amikor Szingapúrból tartott a Szuezi-csatorna irányába, Srí Lanka partjainak közelében (Colombo kikötőjétől 222 km távolságra) a hátsó részén levő konténerek egy része kigyulladt. A legénység nem tudta eloltani a tüzet, amelynek során nagy mennyiségű mérgező füst is a levegőbe került. Az útirányt Colombo felé vették, miközben a Srí Lanka-i hatóságoktól azonnali segítséget kérték. A kikötőtől 61 km távolságra találkoztak az értük küldött két vontatóhajóval, amelyekről megkezdték a tűz vízsugarakkal való oltását. Az indiai haditengerészet szintén küldött két hajót a Daniela megsegítésére, amely végül elérte Colombót, és az oltás teljes befejezéséig ott is maradt. Ezután Kínába ment, ahol megjavították, és 2017 augusztusában újra szolgálatba állt.

## Leírás
Az MSC Daniela hossza 366 méter, a hajótest magassága 29,9, a gerinctől az árbócig mért magasság 67,26 méter. Kapacitása 13 800 TEU konténer, legnagyobb sebessége 25,2 csomó. Motortermét és a hajó elején található fedélzeti felépítményt különválasztották, hogy ezzel is növelhessék a kapacitást. A motortérhez közel hét nagyobb rakteret alakítottak ki, valamint további egy kisebbet.
Meghajtását egy 12-hengeres, 72,24 kW-os MAN B&W motor biztosítja. Hatlapátos, 93,8 tonnás Mecklenburger hajócsavarját egy Becker típusú kormánylapát elé helyezték el.